# Film optaget i Studios Riviera
Film optaget i Studios Riviera
| The Magician                                       | 1926 | Rex Ingram              | Alice Terry         | Paul Wegener        | Iván Petrovich         |
| The Garden of Allah                                | 1927 | Rex Ingram              | Alice Terry         | Iván Petrovich      | Marcel Vibert          |
| Le diable au coeur                                 | 1928 | Marcel L'Herbier        | Betty Balfour       | Jaque Catelain      | Roger Karl             |
| Baroud                                             | 1933 | Rex Ingram, Alice Terry | Felipe Montes       | Rosita Garcia       | Pierre Batcheff        |
| Les visiteurs du soir                              | 1942 | Marcel Carné            | Arletty             | Marie Déa           | Fernand Ledoux         |
| Macao, l'enfer du jeu                              | 1942 | Jean Delannoy           | Sessue Hayakawa     | Mireille Balin      | Henri Guisol           |
| L'éternel retour                                   | 1943 | Jean Delannoy           | Madeleine Sologne   | Jean Marais         | Jean Murat             |
| Lumière d'été                                      | 1943 | Jean Grémillon          | Madeleine Renaud    | Pierre Brasseur     | Madeleine Robinson     |
| Untel père et fils                                 | 1943 | Julien Duvivier         | Raimu               | Michèle Morgan      | Louis Jouvet           |
| Les petites du quai aux fleurs                     | 1944 | Marc Allégret           | Odette Joyeux       | André Lefaur        | Louis Jourdan          |
| Le mort ne reçoit plus                             | 1944 | Jean Tarride            | Raymond Aimos       | Jules Berry         | André Brossard         |
| Béatrice devant le désir                           | 1944 | Jean de Marguenat       | Fernand Ledoux      | Jules Berry         | Renée Faure            |
| Paradisets børn                                    | 1945 | Marcel Carné            | Arletty             | Jean-Louis Barrault | Pierre Brasseur        |
| Félicie Nanteuil                                   | 1945 | Marc Allégret           | Claude Dauphin      | Micheline Presle    | Louis Jourdan          |
| Les maudits                                        | 1947 | René Clément            | Marcel Dalio        | Henri Vidal         | Florence Marly         |
| Pour une nuit d'amour                              | 1947 | Edmond T. Gréville      | Odette Joyeux       | Roger Blin          | Zita Fiore             |
| Le mariage de Ramuntcho                            | 1947 | Max de Vaucorbeil       | Anne-Marie Bruslay  | André Dassary       | Monique Delavaud       |
| Le bagnard                                         | 1951 | Willy Rozier            | Pierre Gay          | Lucien Nat          | Lili Bontemps          |
| Den grønne handske                                 | 1952 | Rudolph Maté            | Glenn Ford          | Geraldine Brooks    | Cedric Hardwicke       |
| La vérité sur Bébé Donge                           | 1952 | Henry Decoin            | Danielle Darrieux   | Jean Gabin          | Jacques Castelot       |
| Une fille sur la route                             | 1952 | Jean Stelli             | Georges Guétary     | Liliane Bert        | Lenore Aubert          |
| La demoiselle et son revenant                      | 1952 | Marc Allégret           | Robert Dhéry        | Annik Morice        | Félix Oudart           |
| La lumière d'en face                               | 1955 | Georges Lacombe         | Raymond Pellegrin   | Roger Pigaut        | Brigitte Bardot        |
| Les mauvaises rencontres                           | 1955 | Alexandre Astruc        | Jean-Claude Pascal  | Anouk Aimée         | Gaby Sylvia            |
| Gud skabte kvinden                                 | 1956 | R. Vadim                | Brigitte Bardot     | Curd Jürgens        | Jean-Louis Trintignant |
| Le triporteur                                      | 1957 | Jack Pinoteau           | Darry Cowl          | Béatrice Altariba   | Pierre Mondy           |
| Min onkel                                          | 1958 | Jacques Tati            | Jacques Tati        | Jean-Pierre Zola    | Adrienne Servantie     |
| Voulez-vous danser avec moi?                       | 1959 | Michel Boisrond         | Brigitte Bardot     | Henri Vidal         | Dawn Addams            |
| Les régates de San Francisco                       | 1960 | Claude Autant-Lara      | Danièle Gaubert     | Laurent Terzieff    | Suzy Delair            |
| La Fayette                                         | 1961 | Jean Dréville           | Pascale Audret      | Jack Hawkins        | Michel Le Royer        |
| Follow the Boys                                    | 1963 | Richard Thorpe          | Connie Francis      | Paula Prentiss      | Dany Robin             |
| Den sorte tulipan                                  | 1964 | Christian-Jaque         | Alain Delon         | Virna Lisi          | Dawn Addams Action     |
| Triple cross, verdenskrigens mesterspion           | 1966 | Terence Young           | Christopher Plummer | Romy Schneider      | Trevor Howard Action   |
| To på vejen                                        | 1967 | Stanley Donen           | Audrey Hepburn      | Albert Finney       | Eleanor Bron           |
| Les cracks                                         | 1968 | Alex Joffé              | Bourvil             | Robert Hirsch       | Gianni Bonagura        |
| L'arbre de Noël                                    | 1969 | Terence Young           | William Holden      | Virna Lisi          | Bourvil                |
| Kold sved                                          | 1970 | Terence Young           | Charles Bronson     | James Mason         | Liv Ullmann            |
| Den amerikanske nat                                | 1973 | François Truffaut       | Jacqueline Bisset   | Jean-Pierre Léaud   | François Truffaut      |
| Mordets puslespil                                  | 1973 | Herbert Ross            | Richard Benjamin    | James Coburn        | James Mason            |
| Jacques Brel Is Alive and Well and Living in Paris | 1975 | Denis Héroux            | Elly Stone          | Mort Shuman         | Joe Masiell            |
| On aura tout vu                                    | 1976 | Georges Lautner         | Pierre Richard      | Miou-Miou           | Jean-Pierre Marielle   |
| Farlig passage                                     | 1979 | J. Lee Thompson         | Anthony Quinn       | James Mason         | Malcolm McDowell       |
| Så er det nu, bessefar                             | 1983 | Bryan Forbes            | David Niven         | Art Carney          | Maggie Smith           |
| Jagten på Nilens juvel                             | 1985 | Lewis Teague            | Michael Douglas     | Kathleen Turner     | Danny DeVito           |
| Under the Cherry Moon                              | 1986 | Prince                  | Prince              | Jerome Benton       | Kristin Scott Thomas   |
| Riviera                                            | 1987 | Alan Smithee            | Patrick Bauchau     | Elyssa Davalos      | Daniel Emilfork        |
| Fræk, frækkere, frækkest                           | 1988 | Frank Oz                | Steve Martin        | Michael Caine       | Glenne Headly          |
| Son of the Pink Panther                            | 1993 | Blake Edwards           | Roberto Benigni     | Herbert Lom         | Claudia Cardinale      |
| Ausflug                                            | 2001 | Rainer Kaufmann         | Maria Schrader      | Marc Hosemann       | Rainer Ewerrien        |
| Cinq soeurs                                        | 2008 | Virginie Chevalier      | Damien Ferrette     | Géraldine Lapalus   |                        |